# Amund Larsen Gulden
Amund Larsen Gulden (8 avril 1823 - 1901) est un photographe norvégien.

## Biographie
Pionnier de la photographie, Gulden, fut maire de Gran et créa une bibliothèque dans cette ville.

## Collections, musées
- Robert Meyer Collection [1]